# Famille von Reichenbach (Silésie)
Les comtes von Reichenbach sont une famille noble silésienne. Ses possessions se trouvent principalement dans les duchés de Schweidnitz-Jauer et de Münsterberg, mais aussi dans le comté de Glatz, qui appartient directement à la Bohême jusqu'en 1763. Cependant, aux XIVe et XVe siècles, la branche de Bielau ou de Bela qui s'est installée dans la région de Glatz s'appelait également Bieler von Reichenbach. Ce n'est qu'après l'extinction de la branche aînée, celle de Peterwitz vers 1477, que la branche de Glatz reprend le nom de famille von Reichenbach.

## Histoire

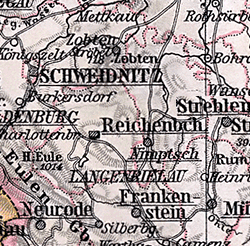
Carte de l'arrondissement de Reichenbach, 1905

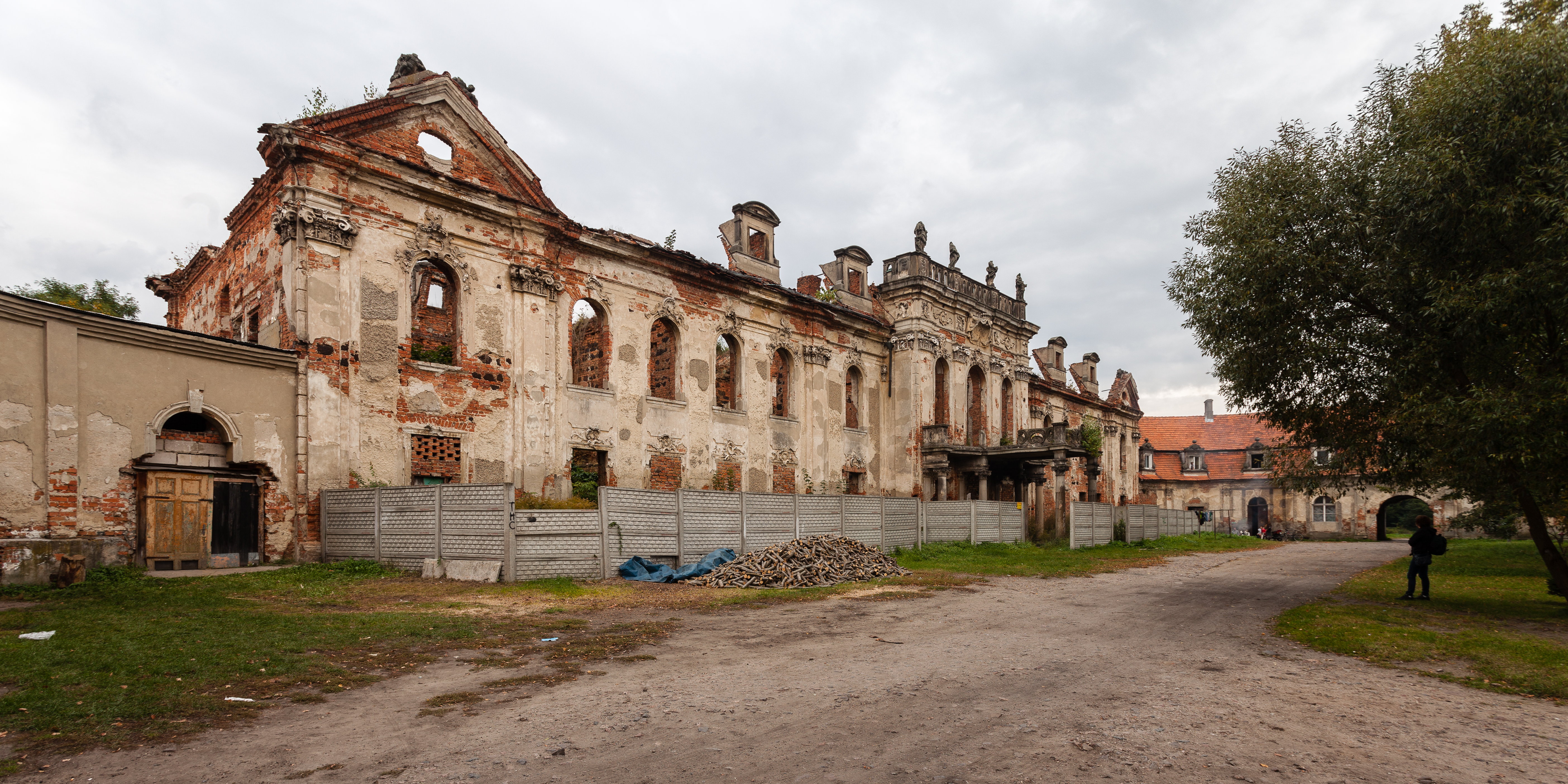
Château de Goschütz aujourd'hui

Le premier membre de la famille dont on trouve trace dans un document est le locateur (de) Wilhelm, qui est attesté en 1258 comme écolâtre et en 1266 comme bailli de Reichenbach. Reichenbach fait alors partie du duché de Breslau et est rattaché au duché de Schweidnitz en 1290/91.
La famille est à l'origine divisée en cinq branches, dont une seule subsiste aujourd'hui depuis le XVIIIe siècle. Sa lignée commence avec Cunze Bieler (ou Bielau ou Bela), burgrave de Schatzlar, et seigneur de Fischbach (de). Son fils Cunze reprend l'ancien nom de Reichenbach et s'appelle Cunze von Reichenbach, dit Bieler. Au XVIe siècle, la famille construit le château de Niederrathen (de).
La famille obtient le statut de baron de Bohême le 30 mai 1665, celui de seigneur de Bohême le 16 janvier 1678 et celui de comte de Bohême le 10 mars 1730. Après la conquête de la Silésie par la Prusse, la famille est immédiatement récompensée par Frédéric II par la dignité de maître général des postes pour la Basse-Silésie par Frédéric II (6 novembre 1741). Cette dignité non héréditaire est cependant transformée dès le 7 janvier 1752 en dignité héréditaire de maître de poste héréditaire pour toute la Silésie. Peu de temps après, le 5 juillet 1752, une autre branche de la famille reçoit la dignité héréditaire de maître de chasseur en chef pour la Silésie.
Goschütz est élevé au rang de seigneurie libre par le roi de Prusse, avec une superficie initiale de 8 245 ha et encore 7 500 ha vers 1900. En outre, le domaine de Groß-Schönwald (environ 2 100 ha), situé dans l'arrondissement de Groß Wartenberg (de) appartient aux seigneurs du domaine.
Neuschloss près de Militsch, est une seigneurie de statut inférieur que les Reichenbach achètent en 1717 aux comtes Maltzan auf Militsch et qu'ils transmettent plus tard aux comtes von Hochberg.
Les frères Eduard (de) et Oskar (de) se distinguent comme hommes politiques démocrates lors de la révolution de 1848/49.
Pour chaque fidéicommissaire de Goschütz, la famille obtient le 12 octobre 1854 un siège héréditaire à la chambre des seigneurs de Prusse.

## Armes

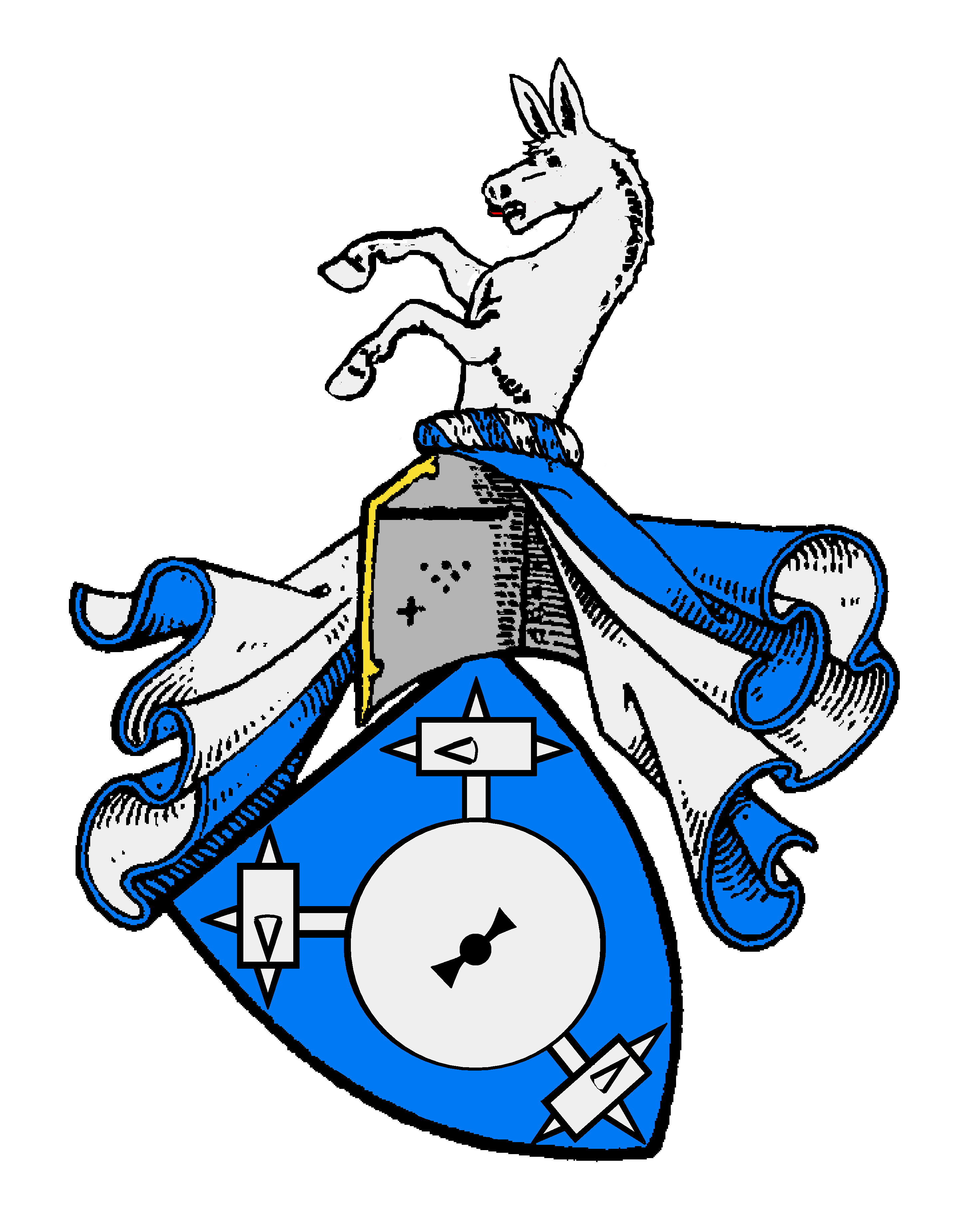
Armoiries familiales de la famille von Reichenbach

En bleu, une meule d'argent, derrière laquelle émergent trois (2:1) masses d'argent en forme de pairle (de) (appelées "Fasseln" ; les interprétations historiques comme des marteaux ou des fers-de-moulin (de) croisés seraient incorrectes. Le terme "Mühlschlägel" est également apparu). Sur le casque avec des lambrequins bleus et argentés, un âne (de) (ou un mulet) argenté (ou de couleur naturelle) en pleine croissance.

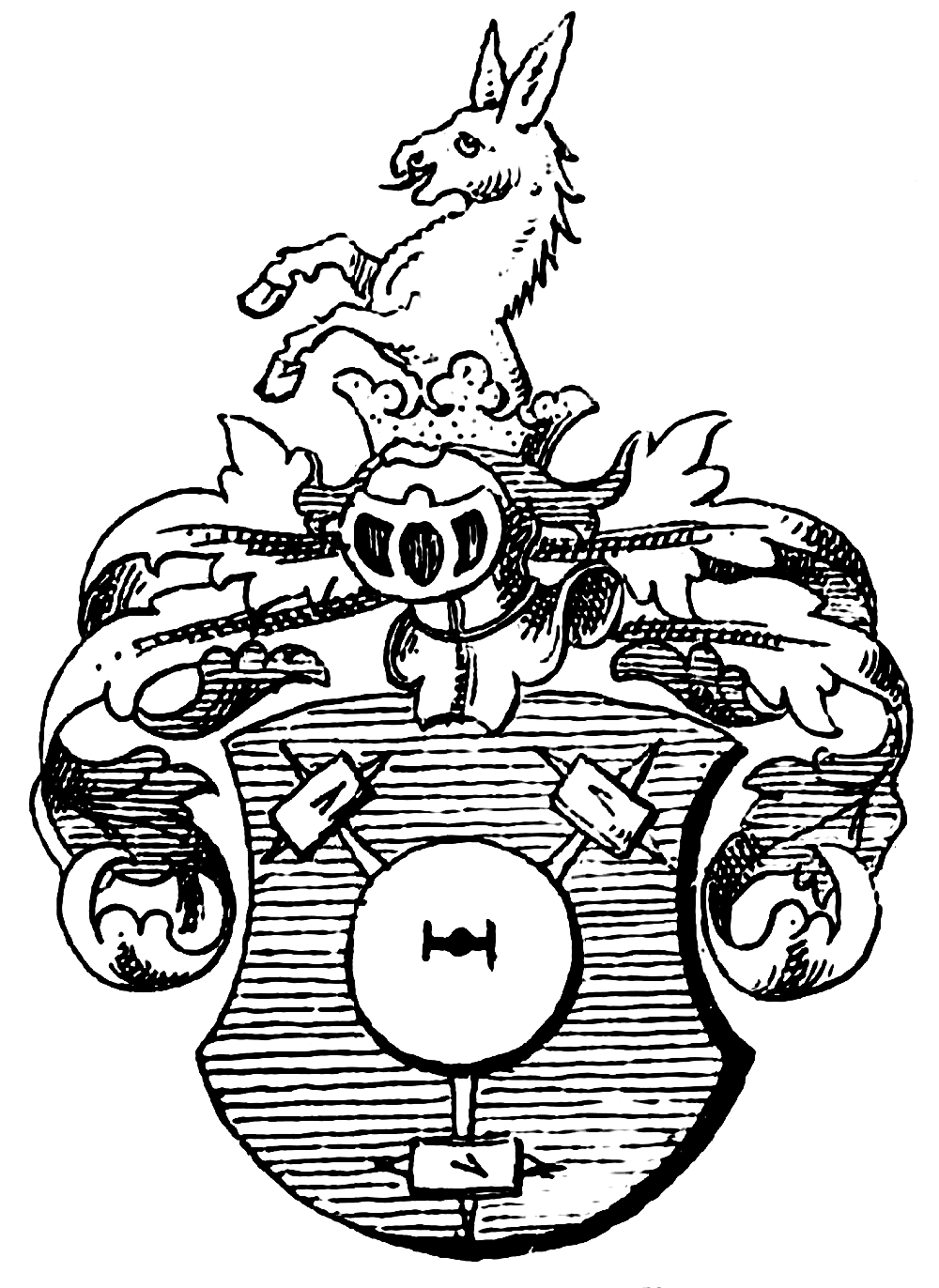
Armoiries de la famille von Reichenbach
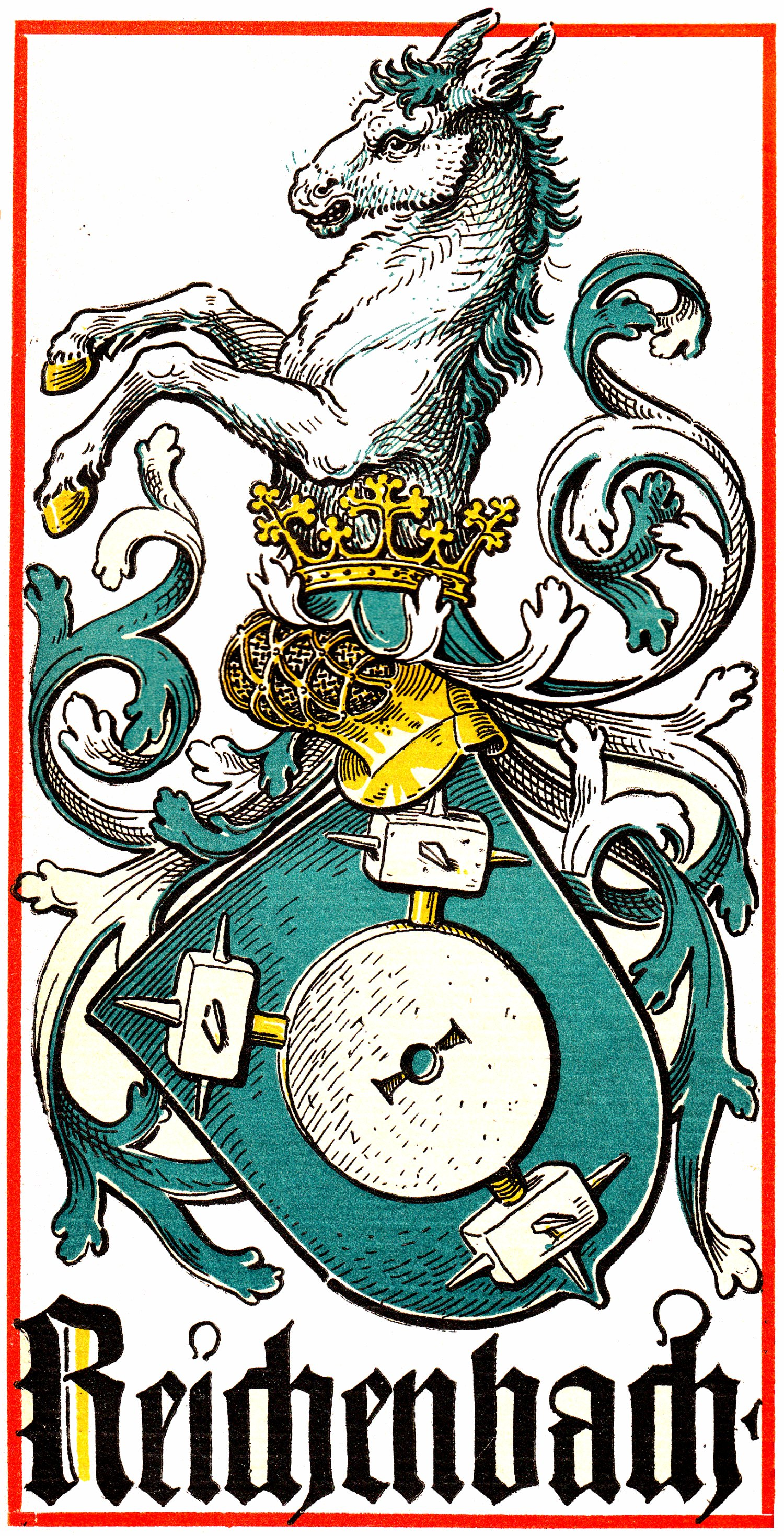
Graphisme des armoiries d'Otto Hupp dans le calendrier munichois de 1906
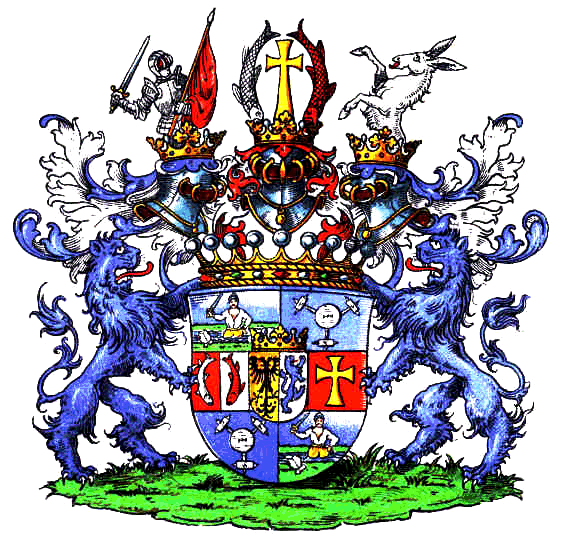
Armoiries des comtes von Reichenbach von 1730
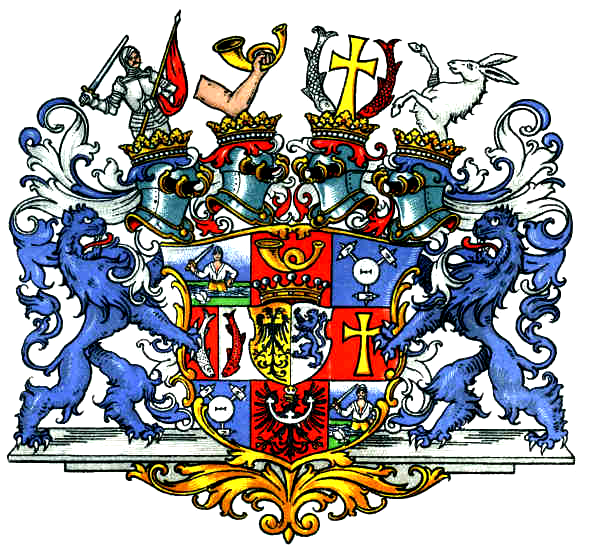
Armoiries des comtes von Reichenbach von 1741
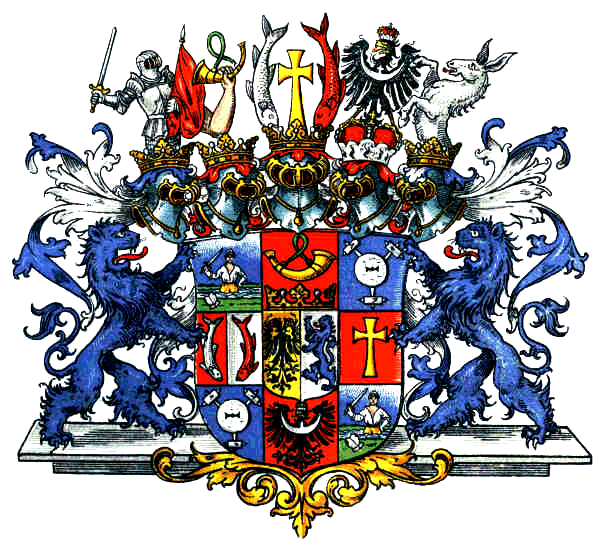
Armoiries des comtes von Reichenbach von 1752

## Personnalités
- Heinrich von Reichenbach (1508-1557), gouverneur des principautés héréditaires de Bohême de Schweidnitz-Jauer
- Heinrich von Reichenbach (1590-1660), ancien et envoyé des domaines protestants auprès de l'empereur Ferdinand II.
- Heinrich Leopold von Reichenbach-Goschütz (1705–1775), ministre des Postes de Silésie, chevalier de l'ordre de l'Aigle noir
- Fabian von Reichenbach-Goschütz (1755–1821), pionnier industriel et homme politique
- Heinrich Leopold von Reichenbach-Goschütz (1768-1816), président général de Silésie
- Christoph von Reichenbach-Goschütz (de) (1772-1845), maître héréditaire des chasseurs et titulaire de l'ordre Pour le Mérite
- Leopold von Reichenbach-Goschütz (1773–1834), administrateur de l'arrondissement de Waldenburg
- Carl Heinrich Fabian von Reichenbach (de) (1778–1820), président du district d'Oppeln (1816–1820)
- Eduard von Reichenbach (de) (1812–1869), propriétaire terrien et député de l'Assemblée nationale prussienne et de la chambre des représentants de Prusse
- Oskar von Reichenbach (de) (1815–1893), député de l'Assemblée nationale prussienne
- Hugo von Reichenbach (de) (1821– ? ), peintre
- Woldemar von Reichenbach (de) (1845-1914), peintre
- Friedrich von Reichenbach-Goschütz (1856-1917), général de division prussien
- Heinrich von Reichenbach-Goschütz (de) (1865-1946), seigneur et député de la chambre des seigneurs de Prusse

## Familles homonymes
La famille silésienne n'est pas apparentée à la famille noble von Reichenbach (de), qui a prospéré dans le nord de la Hesse au Moyen Âge. Il y a aussi plusieurs familles von Reichenbach avec un statut aristocratique, par exemple la famille von Reichenbach de Saxe, qui est élevée à la noblesse impériale en 1719 et à laquelle appartient le général Oskar von Reichenbach (de). Eux non plus ne sont pas liés aux Reichenbach silésiens.